# Лагаш
Лагаш е шумерски град, който е основан преди 3000 г. пр.н.е. Преживява разцвет около 3000 г. пр.н.е.- 2700 г. пр.н.е. Един от водещите градове на шумерите, наред с Урук, Ур, Ума и други. Около 2500 г. пр.н.е. последователно вземат надмощие при шумерите Киш, Урук, по-късно Ур и Лагаш. Около 2450 г. пр.н.е. Цар Еанатум бележи победата на Лагаш над Ума и извежда Лагаш до водеща роля. Около 2350 г. пр.н.е. Цар Урукагина прави реформи, за което научаваме от намерена глинена плочка. На по-късен етап вземат надмощие Акад (при Саргон I) и Вавилон (при Хамурапи) в района на Месопотамия. Запазени са останки от голям храм. 